# 기후연구소 전자우편 논란

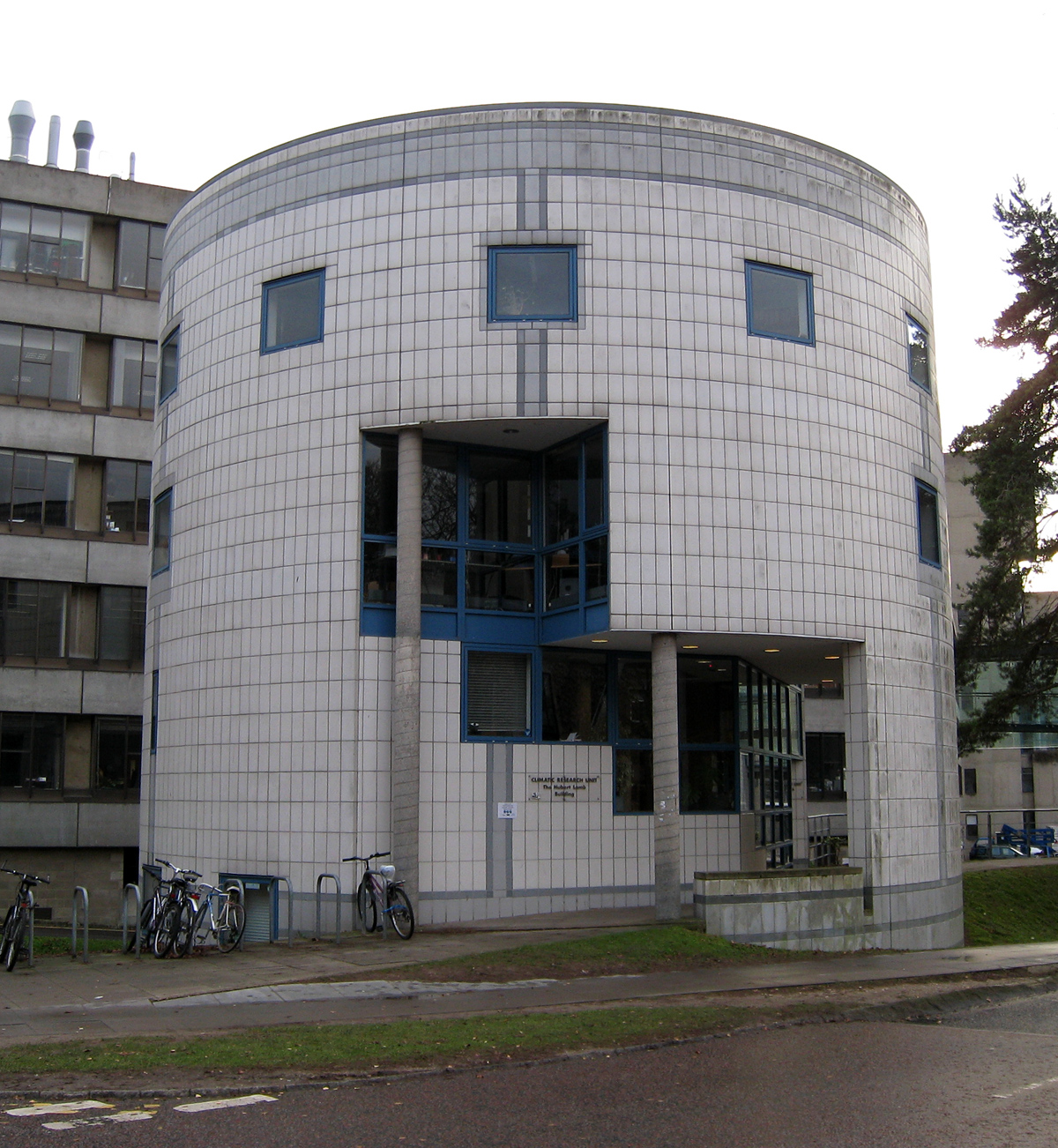

기후연구소 전자우편 논란(영어: Climatic Research Unit email controversy) 혹은 기후게이트(영어: Climategate)는 2009년 11월 영국 잉글랜드 노르위치에 위치한 이스트앵글리아 대학교의 기후연구소 컴퓨터 서버에 해킹으로 추정되는 비공식적인 누출로 인한 문서의 공개로 인한 파문을 일컫는다. 신원이 확인되지 않는 몇몇의 사람들이 익명으로 약 13년간 축적된 이메일과 문서를 유포하였으며, 이러한 문서중 추려진 정보는 논란 중에 있는 인류발생론의 기후온난화안건의 반대론자들에 의해서 분포되었다. 이스트 앵글리아 대학교는 "개인정보를 비롯한 정보가 대학교에서 불법적으로 얻어졌으며, 일부가 수많은 웹사이트에 선택적으로 공개되었다"라고 표명하며, 관련자의 개인정보가 손상될 것을 우려하였다. 기후학자들은 반대 성명을 통해 이 사건을 중상모략 캠페인이라 주장하며, 기후변화 회의론자들이 선택적으로 단어와 문구를 전후 문맥없이 인용하여 코펜하겐에서 열리는 2009년 국제연합 기후변화회의를 망치려는 시도라고 책망하였다.

## 같이 보기
- 지구온난화